# Juliusz Czechowicz
Juliusz Czechowicz (ur. 10 marca 1894 w Dzikowie, zm. 29 marca 1974 w Krakowie) – polski malarz i grafik znany przede wszystkim jako portrecista i pejzażysta, pedagog.

## Życiorys
Urodził się jako syn Karola Czechowicza i Kazimiery z Szaneckich. Ukończył Szkołę Realną w Stanisławowie.
W 1913 roku podjął studia na Akademii Sztuk Pięknych w Krakowie. Był uczniem Wojciecha Weissa, a także Józefa Pankiewicza i Stanisława Kamockiego. Większość studiów spędził w pracowni Weissa. W 1917 roku otrzymał brązowy medal i nagrodę pieniężną na wystawie końcoworocznej studentów. Uczestniczył w plenerach pod kierunkiem Kamockiego w Dobczycach, Ciężkowicach, Woli Radziszowskiej, Krościenku i Zakopanem. Studia zakończył z wynikiem bardzo dobrym w roku 1921.
Uczestniczył w 1923 w wystawie Związku Polskich Artystów Plastyków w Krakowie, a w 1926 brał udział w wystawie w krakowskim Pałacu Sztuki. Był nauczycielem rysunku i robót ręcznych w gimnazjach i liceach. W 1932 wystawiał w Zakopanem. W 1933 roku podjął studia w filii krakowskiej ASP w Paryżu. W stolicy Francji wystawiał dwukrotnie w 1934 roku. W 1938 prezentował prace na indywidualnej wystawie w Chorzowie.
Ponownie wystawiał po zakończeniu II wojny światowej, od 1948, łącznie na około czterdziestu wystawach krajowych i okręgowych. Należał do konserwatywnych grup Nurt i Zachęta.
Utrzymywał się z wykonywanych na zamówienie portretów. Był autorem między innymi portretów Adama i Ireny Vetulanich.
Za swoją pracę pedagogiczną otrzymał m.in. Medal Dziesięciolecia Odzyskanej Niepodległości (1929) i Brązowy Medal za Długoletnią Służbę (1938).
Był żonaty z Marią Zamorską.
Zmarł 29 marca 1974 roku w Krakowie. Został pochowany na cmentarzu Rakowickim.
Jego prace znajdują się m.in. w zbiorach Muzeum Historycznego w Bielsku-Białej. Tam również znajduje się portret pastelowy Czechowicza autorstwa Witkacego z 1932.